# 亞積士站
亞積士站是GO運輸一個位於安省亞積士的車站。它是湖滨东线上的一個車站。 該站月台位於401號高速公路南側，可從費羅街的偉士尼路進入該站。
一座多层停车场于2013年开放。 

## 連接巴士服務
杜林區交通局路線：
- 216 - 往湯頓路 (途經哈活道)
- 216C - 往Audley社區中心 (途經哈活道)
- 224 - 往哈活道/湯頓路 (途經撒冷路)
- 227 - 往南亞積士

- PULSE 915 - 往和聲道巴士總站 (途經哈活道/湯頓路)
- 917 - 往皮克靈大道巴士總站 (西向) / 奧沙華中央巴士總站 (東向)

GO巴士路线：

- 90 - 奧沙華/聯合車站巴士总站（清晨 / 深夜巴士）
- 96 - 奧沙華/芬治快速巴士[4]